# Linfografía

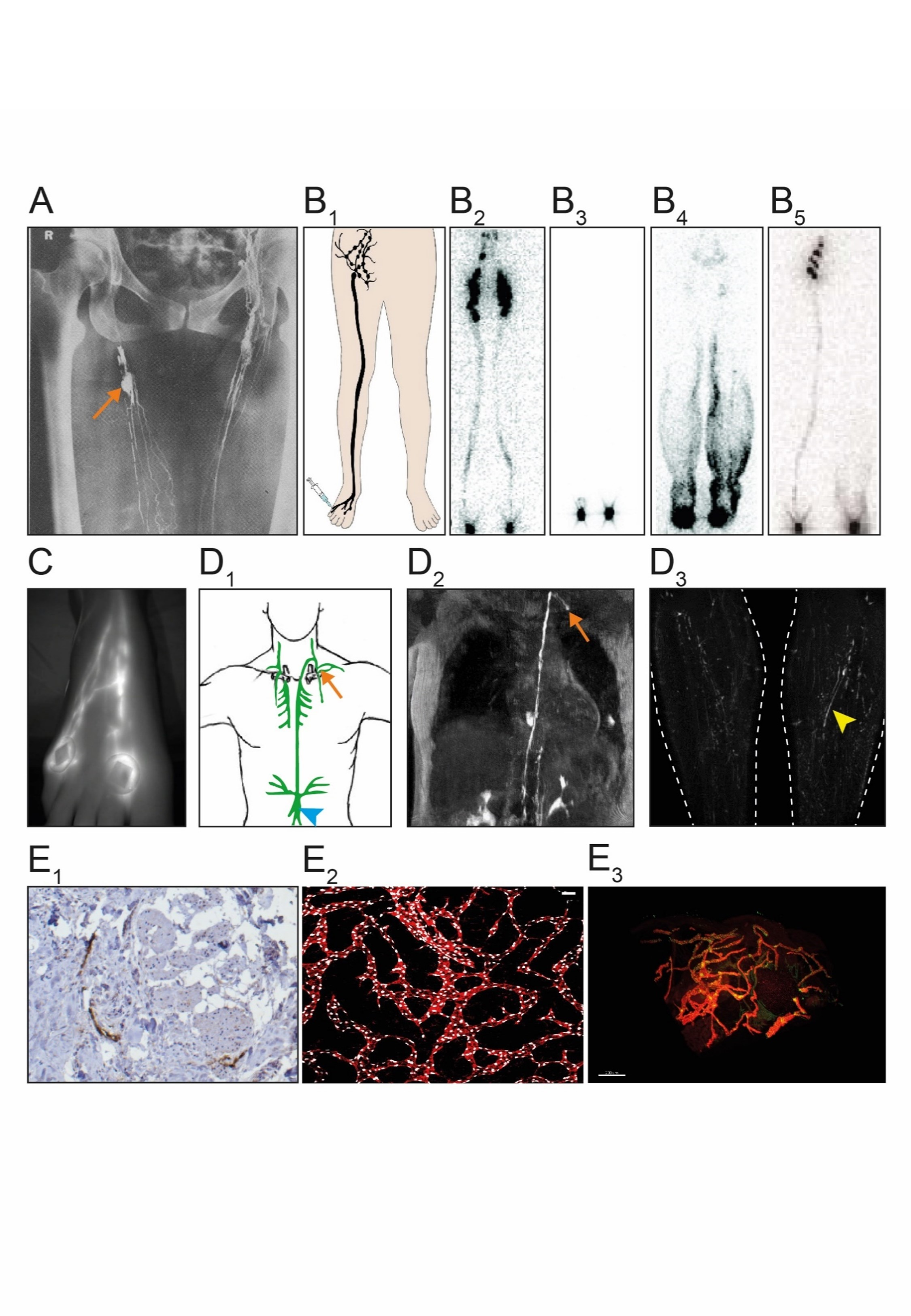
(A) La linfografía de rayos X de contraste directo consiste en inyectar un agente de contraste de rayos X.

La linfografía es un medio de diagnóstico que consiste en la obtención de imágenes radiológicas de los ganglios y vasos linfáticos que se deseen estudiar mediante el empleo de una fuente emisora de radiación ionizante (rayos X), una fluoroscopia o una fuente emisora de radiación ionizante continua. Se necesita también un medio de contraste yodado, un monitor y un ordenador.
- Datos: Q1425554
- Multimedia: Lymphography / Q1425554